# ۱۰۷ (پیش از میلاد)
۱۰۷ (پیش از میلاد) ۱۰۷مین سال قبل از تقویم میلادی است.